# Диференціальний підсилювач

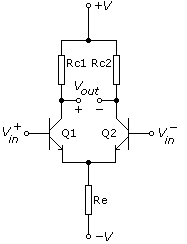
Спрощена схема диференціального підсилювача з біполярними транзисторами

Диференціальний підсилювач — електронний підсилювач з двома входами, вихідний сигнал якого пропорційний різниці вхідних напруг. Застосовується у випадках, коли необхідно підсилити різницю напруг на тлі значної синфазної складової.
Вихідний сигнал диференціального підсилювача може бути як однофазним, так і диференціальним. Це визначається схемотехнікою вихідного каскаду.
Транзистори диференціального підсилювача можуть бути біполярними, польовими або балістичними. Найбільш високочастотними (ТГц діапазон) є диференціальні підсилювачі на інтегральній парі балістичних транзисторів.

## Принцип роботи
Резистор Re виконує роль стабілізатора струму (в більш складних схемах замість нього встановлюють електронний стабілізатор струму). Струм, який протікає через цей резистор, поділяється між двома гілками - на транзисторі Q1 та Q2 відповідно. Диференціальний вхідний сигнал на вході призводить до перерозподілу струму між транзисторами Q1 та Q2, в результаті на виході формується вихідний сигнал, пропорційний диференціальному вхідному.
У випадку, якщо на обох входах діє однаковий синфазний сигнал (тобто фази та амплітуди співпадають), то струми через транзистори протікають так само однакові і залишаються сталими (внаслідок стабілізації) і вихідний сигнал не змінюється.

## Застосування

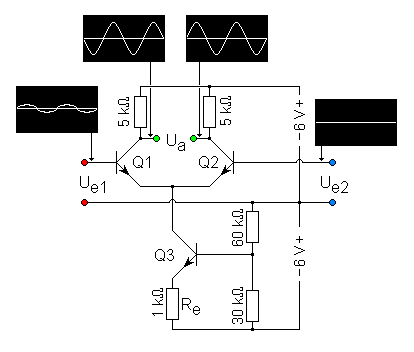
Покращена схема з стабілізатором струму

Диференціальний підсилювач використовують у випадках, коли інформацію несе не абсолютне значення напруги в деякій точці (щодо нульового потенціалу), а різниця напруг між двома точками. Характерним прикладом є резистивний датчик струму, включений послідовно з досліджуваним ланцюгом.
Диференціальний підсилювач забезпечує значне придушення синфазних перешкод у сигналі (до 103 - 104 раз).
З 1960-х років диференційний підсилювач застосовується в цифрових мікросхемах з емітерно-зв'язаною логікою (ЕЗЛ) та інших електронних пристроях. На його основі також реалізовано операційний підсилювач.